# Ye (Birmanie)
Pour les articles homonymes, voir Ye.
Ye, ou Ye Myo, est une ville côtière de Birmanie, située dans le sud de l'État Môn. Elle possède un port de mer et une station de chemin de fer depuis l'occupation britannique. Depuis la construction du pont de Moulmein (2005), elle est accessible depuis Rangoon en une journée.

## Géographie
Ye est située sur le petit fleuve du même nom, qui se jette dans le golfe de Martaban.
La ville a toujours été riche en ressources naturelles. Les montagnes proches et la mer lui procurent un climat chaud et tempéré. Elle produit du bétel et du caoutchouc ; la pêche y est importante.
Ye est un centre pour l'apprentissage de la langue mône. Elle fut aussi un centre de travail forcé dans les années 1990, lors du prolongement de la ligne de chemin de fer vers le sud (jusqu'à Tavoy, dans la Région de Tanintharyi).